# Edificio del primer observatorio serbio
Para más información véase: Observatorio de Belgrado
El edificio del primer observatorio serbio se encuentra en Belgrado, en la calle Bulevar Oslobođenja número 8 y tiene el estatus de los monumentos culturales de gran importancia.

## Historia y aspecto

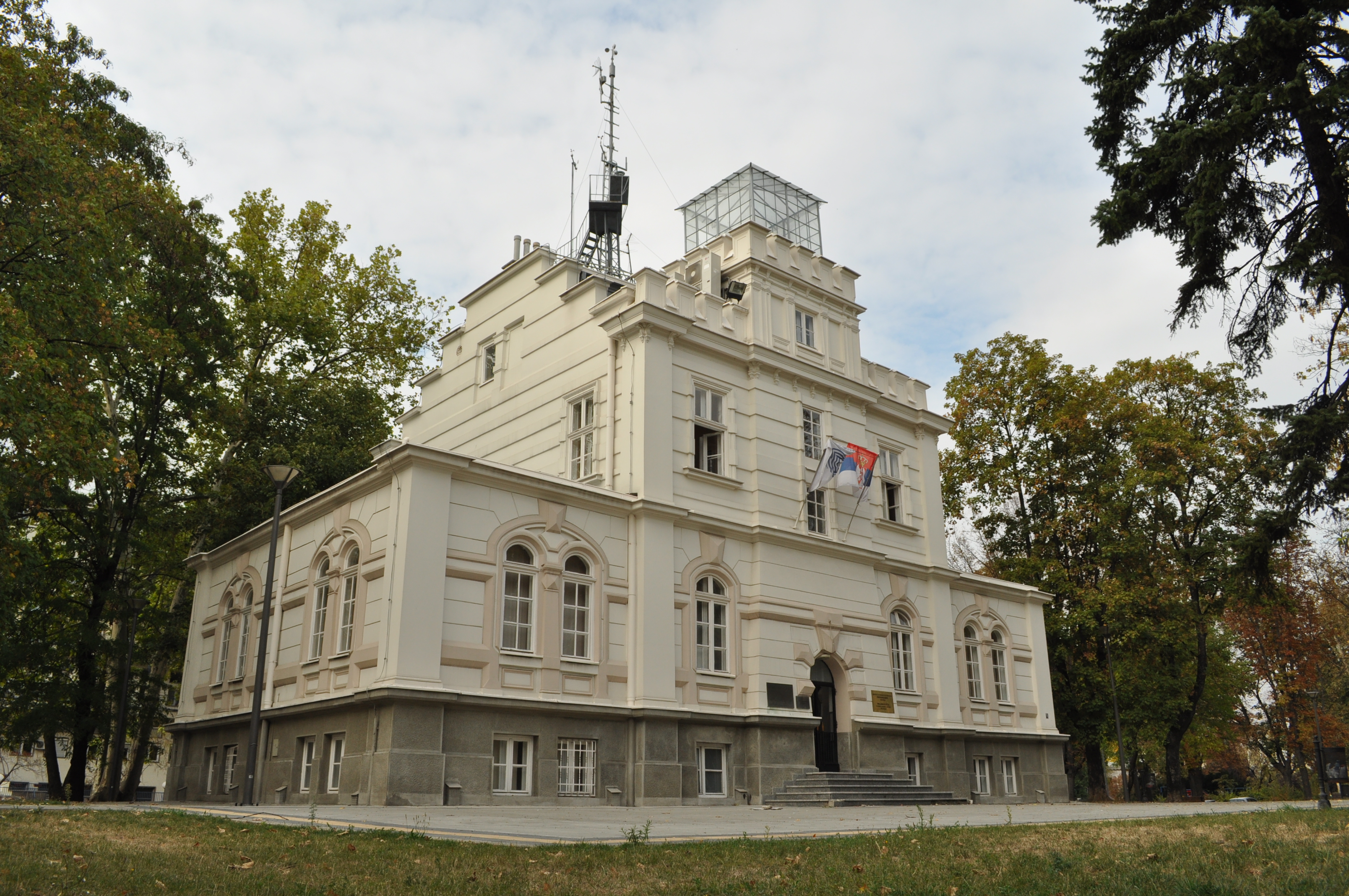
El primer observatorio serbio, Belgrado

El edificio del Observatorio Meteorológico fue construido en 1890-1891. como un pabellón con un piso de una superficie más pequeña que la planta baja, según el proyecto del arquitecto Dimitrije T. Leko, y según un dibujo de su fundador y director, el profesor Milan Nedeljković. Gracias a sus esfuerzos, el observatorio estuvo equipado con los más modernos instrumentos de medición. Su construcción coincidió con la aparición de este tipo de instituciones en los países de Europa desarrollados.
El interés por la meteorología en Serbia empezó a mediados del siglo 19. Es muy probable que, Vladimir Jakšić, profesor de Liceo de Belgrado y Escuela grande, el fundador de estadística, fuera el primer hombre que comenzó a dedicarse a meteorología en Serbia. Al volver a Belgrado en 1847, después de terminar sus estudios en Alemania y Austria, empezó a realizar investigaciones y mediciones meteorológicas diarias en Belgrado.
En sus diarios de observaciones meteorológicas, y sus trabajos climatología y estadística, Jakšić también dejó datos valiosos sobre el clima y los fenómenos hidrológicos de su tiempo. En los años ochenta del siglo XIX, el Departamento de astronomía y meteorología fue fundado en la Escuela grande. La llegada de Milan Nedeljković como profesor astronomía y meteorología es uno de los momentos más importantes en desarrollo de esta ciencia en Serbia.
"Milan Nedeljković, conocedor brillante de estado y gran importancia de meteorología en el mundo de su tiempo, en el campo de actividad científica tanto como en el desarrollo de varias ramas de la actividad económica, desarrolló una actividad incansable en el establecimiento de un observatorio moderno para observaciones y pruebas meteorológicas y astronómicas y también para establecimiento y mantenimiento de observaciones meteorológicas sistemáticas en toda Serbia, siguiendo el trabajo pionero de su predecesor en este campo, Vladimir Jakšić." La primera tarea que Milan Nedeljković consideró importante fue la construcción de un observatorio y estaciones meteorológicas en Serbia. Debido a sus esfuerzos, el ministro de Educación decidió construir un observatorio meteorológico y astronómico provisional para Reino de Serbia en una casa privada en Vračar en 1887. Para este fin se utilizó la casa de G.Gajzler en el suroeste de Vračar, hoy en la calle Svetozar Marković, número 63.
Milan Nedeljković continuó con sus esfuerzos para construir un observatorio permanente de la Gran escuela, así que el terreno donde se iba a construir el observatorio fue obtenido del municipio de Belgrado llamado Vračar, y en el punto más alto de occidental Vračar. Otra cosa importante que había que resolver después de obtener el terreno era levantar el edificio. Con este fin, el Ministerio de Educación envió el dibujo del edificio al Ministerio de Construcción, o sea al departamento de arquitectura de este Ministerio, siguiendo los esfuerzos de Milan Nedeljković, y el departamento elaboró un plan detallado del edificio. El edificio finalmente fue construido en 1891, según el proyecto del arquitecto Dimitrije T. Leko.
Realizado en el espíritu del romanticismo, el edificio fue especialmente diseñado y construido para las observaciones meteorológicas y astronomía observacional, que también causó su diseño arquitectónico especial. Puesto libremente en el espacio, está concebido como un edificio del tipo pabellón, alrededor del cual se formó un parque. La fachada principal termina con los dientes que forman el ático y la barandilla de la terraza, puesta encima de una parte del ático, y las otras fachadas terminan con los empalmes escalonados. Ventanas de la planta baja y la puerta de entrada son arqueadas. La decoración de la fachada consiste en marco de las ventanas y tiras horizontales abombadas en las paredes.
Trabajos de conservación y restauración fueron terminados en 1987-1988.
El edificio del observatorio meteorológico fue construido casi al mismo tiempo que en los países desarrollados de Europa. En el momento de la construcción, fue el primer edificio dedicado deliberadamente a las observaciones meteorológicas y astronómicas en Serbia.
El Observatorio meteorológico entrenaba al mejor personal de este campo, y como un centro pedagógico proporcionó una serie de expertos reconocidos y famosos, junto con el Departamento de Meteorología y Astronomía de la Gran escuela. Significado histórico de este edificio es multifacético. En primer lugar, el observatorio meteorológico representa logros de la sociedad de aquella época. Generalmente, el edificio representa un logro arquitectónico del autor Dimitrije T. Leko, también un logro muy significante de la arquitectura serbia. Debido a su valor histórico-cultural, social y arquitectónico, el edificio del primer Observatorio serbio en Bulevar Oslobođenja número 8 fue declarado como los monumentos culturales de gran importancia en 1979.